# Afrique du Sud aux Jeux olympiques de la jeunesse d'hiver de 2012
L'Afrique du Sud a participé aux Jeux olympiques de la jeunesse d'hiver de 2012 à Innsbruck en Autriche du 13 au 22 janvier 2012. L'équipe sud-africaine était composée d'un athlète et deux officiels. Chantelle Jardim était la chef de mission de l'équipe.
L'athlète sélectionné était le premier athlète noir à représenter son pays aux Jeux olympiques d'hiver.

## Ski alpin
L'Afrique du Sud a qualifié un homme en ski alpin.
Hommes
| Athlète       | Épreuve             | Finale        | Finale        | Finale        | Finale |
| Athlète       | Épreuve             | Manche 1      | Manche 2      | Total         | Rang   |
| ------------- | ------------------- | ------------- | ------------- | ------------- | ------ |
| Sive Speelman | Slalom              | 53 s 13       | 52 s 04       | 1 min 45 s 17 | 32     |
| Sive Speelman | Slalom géant hommes | 1 min 08 s 96 | 1 min 03 s 25 | 2 min 12 s 21 | 35     |
| Sive Speelman | Super-G             |               |               | 1 min 18 s 31 | 41     |
| Sive Speelman | Combiné             | 1 min 18 s 22 | 58 s 10       | 2 min 16 s 32 | 33     |